# Championnat d'Afrique masculin de basket-ball 1989
Navigation
Tunisie 1987 Égypte 1992
Le Championnat d'Afrique masculin de basket-ball 1989 est la quinzième édition du championnat d'Afrique des nations. Elle s'est déroulée du 16 au 27 décembre 1989 à Luanda en Angola. L'Angola remporte son premier titre et se qualifie en compagnie de l'Égypte pour le Championnat du monde de 1990.

## Classement final
| Position | Équipe        | Bilan |
| -------- | ------------- | ----- |
| 1        | Angola        | 7v-0d |
| 2        | Égypte        | 5v-2d |
| 3        | Sénégal       | 5v-1d |
| 4        | Mali          | 2v-4d |
| 5        | Côte d'Ivoire | 4v-3d |
| 6        | Algérie       | 2v-3d |
| 7        | Centrafrique  | 3v-2d |
| 8        | Tunisie       | 2v-4d |
| 9        | Maroc         | 2v-4d |
| 10       | Zambie        | 0v-5d |
| 11       | Kenya         | 0v-4d |